# Anton Gustafsson (Tauzieher)
Johan Gustaf Anton „Java“ Gustafsson (* 6. Februar 1877 in Stockholm; † 16. November 1943 in Madison, Wisconsin, Vereinigte Staaten) war ein schwedischer Tauzieher, Kugelstoßer und Gewichtheber.

## Erfolge
Anton Gustafsson war 1906 Teilnehmer bei den Olympischen Zwischenspielen in Athen und gewann mit der schwedischen Mannschaft hinter den Mannschaften des Deutschen Reichs und Griechenlands die Bronzemedaille im Tauziehen. Die Mannschaft unterlag in der ersten Runde zunächst Griechenland mit 0:2, ehe sie sich mit 2:0 gegen Österreich durchsetzte. Gustafsson belegte damit zusammen mit Gustaf Grönberger, Ture Wersäll, Eric Lemming, Carl Svensson, Axel Norling, Oswald Holmberg und Erik Granfelt den dritten Platz.
Gustafsson wurde von 1905 bis 1907 dreimal in Folge schwedischer Meister im beidhändigen Kugelstoßen und war außerdem 1905 und 1906 Landesmeister im Gewichtheben. Er wanderte in die Vereinigten Staaten aus, wo er als Gastwirt arbeitete.